# Банни (мультфильм)
«Банни» (англ. Bunny) — короткометражный мультфильм 1998 года.

## Сюжет
Мультфильм начинается с того, как пожилая крольчиха готовит пирог, но ей мешает мотылёк, и она выгоняет его из дома. Но вскоре мотылёк снова залетает в дом и случайно попадает в тесто. Не заметив этого, крольчиха продолжает готовить, ставит пирог в плиту и настраивает таймер. Когда таймер зазвенел, в плите появляется портал, в который крольчиха заходит.